# Молдовська радянська енциклопедія
Молдовська радянська енциклопедія (молд. Енчиклопедия Советикэ Молдовеняскэ, рум. Enciclopedia sovietică moldovenească) — універсальна енциклопедія молдовською мовою, що вийшла у 1970—1981 рр. в СРСР. Енциклопедія мала 8 томів. Головним редактором 1-3 томів був академік і президент АН Молдовської РСР Гросул Яким Сергійович, 4-8 томів — академік АН Молдовської РСР Вартічан Йосип Костянтинович. На основі МРЕ були видані довідкові видання «Молдовська РСР» (1979) та «Радянська Молдова» (1982). На інформацію з енциклопедії помітний вплив зробила тоталітарна радянсько-комуністична ідеологія.

## Видані томи
| Том | Рік  |                  |
| --- | ---- | ---------------- |
| 1   | 1970 | А-Ватрэ          |
| 2   | 1971 | Ватутин-Заре     |
| 3   | 1972 | Зарзэр-Кяг       |
| 4   | 1974 | Л-Нянюл          |
| 5   | 1975 | О-Рома           |
| 6   | 1976 | Роман-Уман       |
| 7   | 1977 | Уманизм-Яя       |
| 8   | 1981 | РСС Молдовеняскэ |